# Сенглея
Сенглея (мальт. L-Isla) — місто в південно-східному регіоні Мальти. Це одне з трьох міст у районі Великої гавані (інші два — Коспікуа та Вітторіоза). У Сенглеї проживає приблизно 2720 людей. Відіграло велику роль під час облоги Мальти в 1565 році. Назва Сенглея походить від прізвища Великого магістра, який збудував його — Клода де ла Сенгле.

## Історія

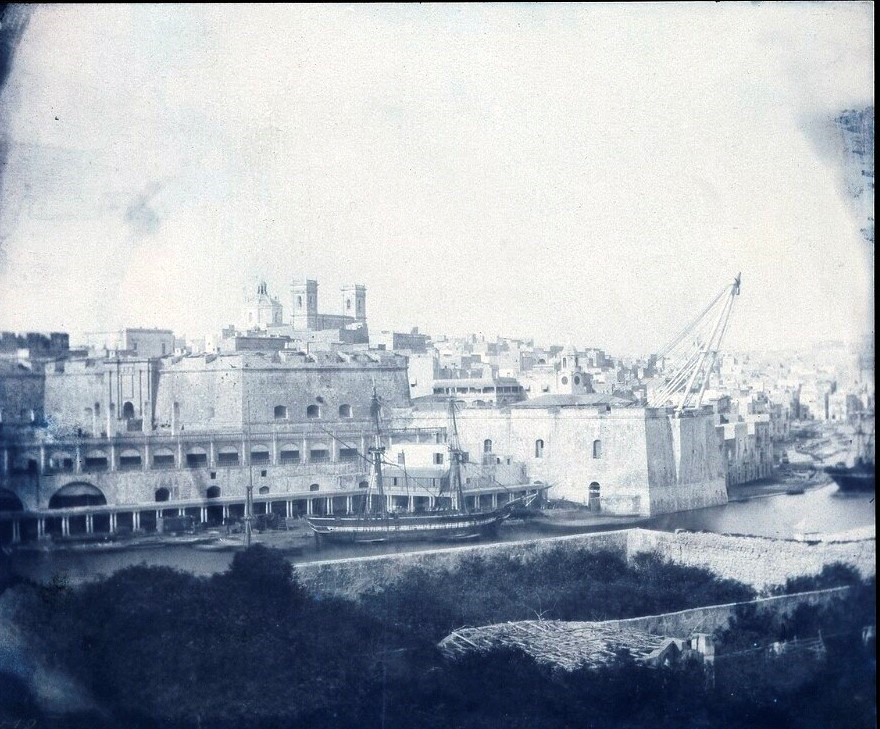
Верф у Сенглеї в 1846 р., Картотип Калверта Джонса

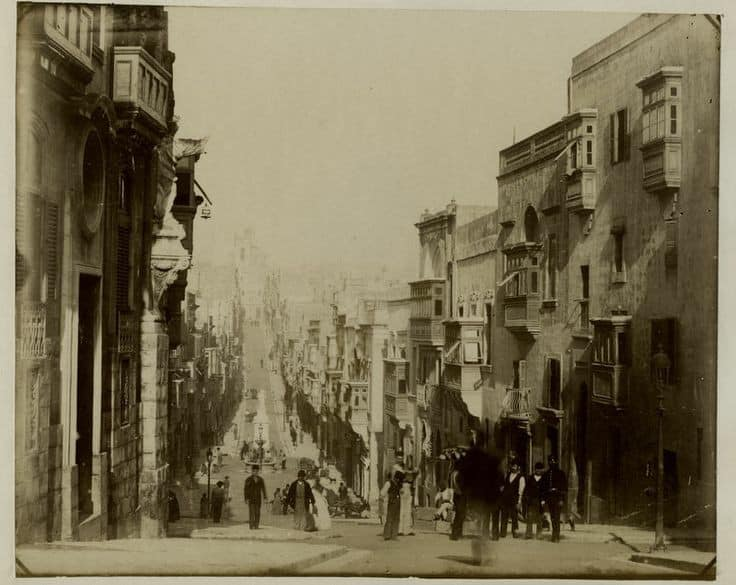
Вул. Перемоги в Сенглеї, 1880 рік

За часів лицарів Святого Іоанна Сенглея використовувався як мисливський район.
У 1311 році в Ізолі була заснована церква або каплиця Святого Юліана. Це була перша споруда, побудована на місці, що пізніше розбудували місто Сенглею. 8 травня 1552 року було закладено камінь-фундамент форту Св. Михайла. Роботи над фортом, спроектовані архітектором Педро Пардо, були завершені в 1553 році. Район, який до 1550-х років був відомий як Ізола-ді-Сан-Джуліано або Ізола-ді-Сан-Мікеле, отримав статус міста від Великого магістра Клода Де Ла Сенгле і був названий на його честь.
Сенглея зіграла важливу роль у Великій облозі Мальти в 1565 р. і залишилась нескореною. Великий магіст Жан Паризо де Валетт присвоїв йому титул «Нескорене місто». У 1581 році Сенглея стала парафією, присвяченою Різдву Богоматері. На знак подяки в центрі міста встановлена статуя Богоматері.
У 1798—1800 роках Сенглея була блокована французькими військами. Парафіяльній церкві присвоєно титул базиліки Папою Бенедиктом XV у 1921 році. Того ж року першим прем'єр-міністром Мальти був обраний Ігнаціо Панзавекк'я, народжений у Сенглеї.
Під час Другої світової війни Сенглея зазнала сильних бомбардувань, які спустошили більшу частину міста та вбили багатьох його жителів. Зокрема, 16 січня 1941 р. бліц Люфтваффе зруйнував більшість будівель міста, включаючи Базиліку.
Новозбудовану базиліку освятив архієпископ сер Мікіель Гонзі 24 серпня 1957 року.
Папа Іван Павло ІІ відвідав Сенглею в травні 1990 року. З нагоди 50-ї річниці бомбардування міста Люфтваффе, 5 вересня 1991 року біля базиліки було відкрито пам'ятник, який вшановує місцевих жертв обох світових воєн. Перша місцева рада Сенглея була сформована після виборів 3 березня 1994 року. Першим мером міста був Стівен Перічі.
Італійське Кассіно стало містом-побратимом Сенглеї в 2003 році. 

## Культура
Сенглея особливо відома статуєю Ісуса Христа, розташованої в ораторії базиліки і присвяченій народженню Діви Марії (Марія Бамбіна).

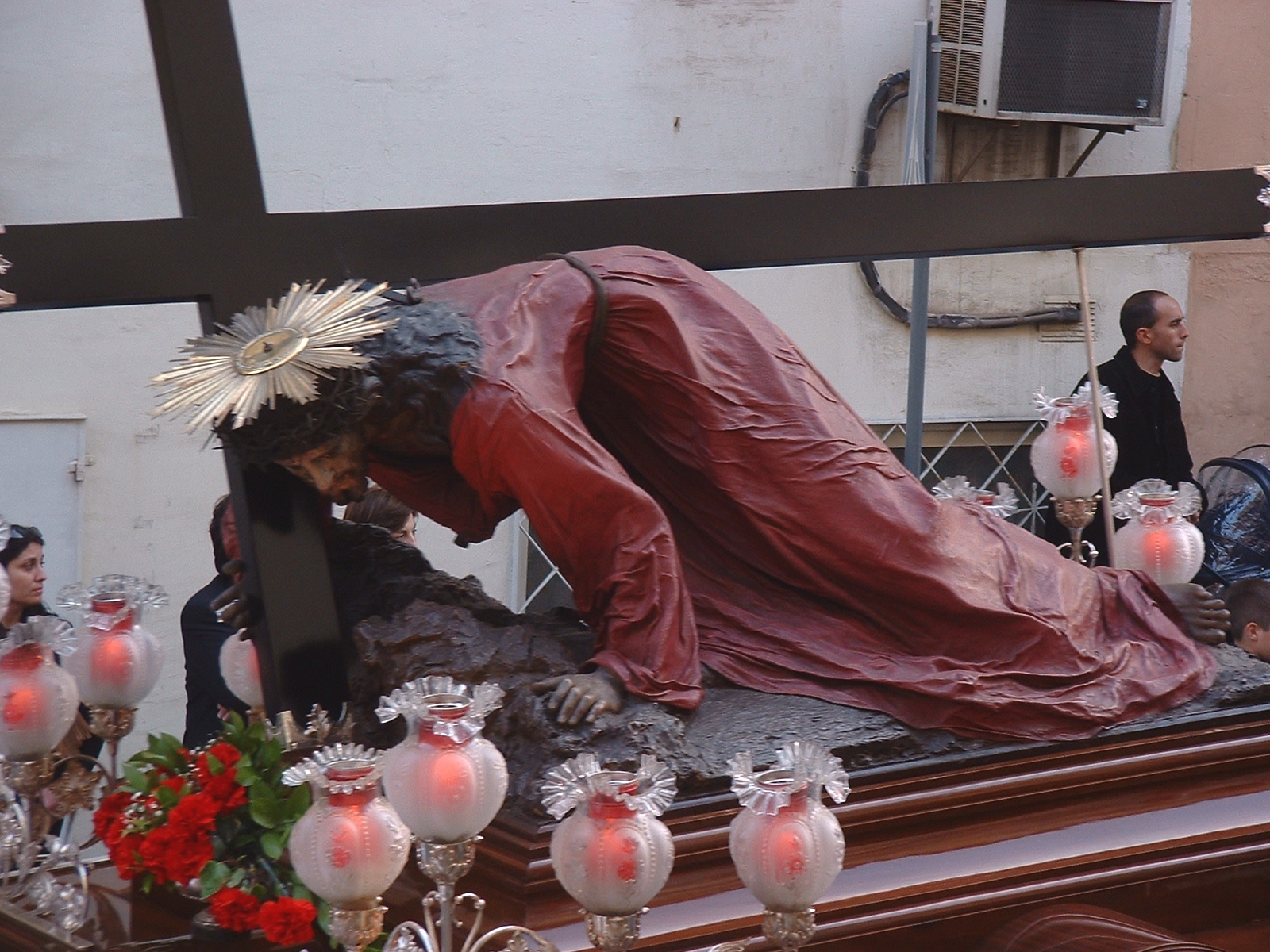
Викупитель
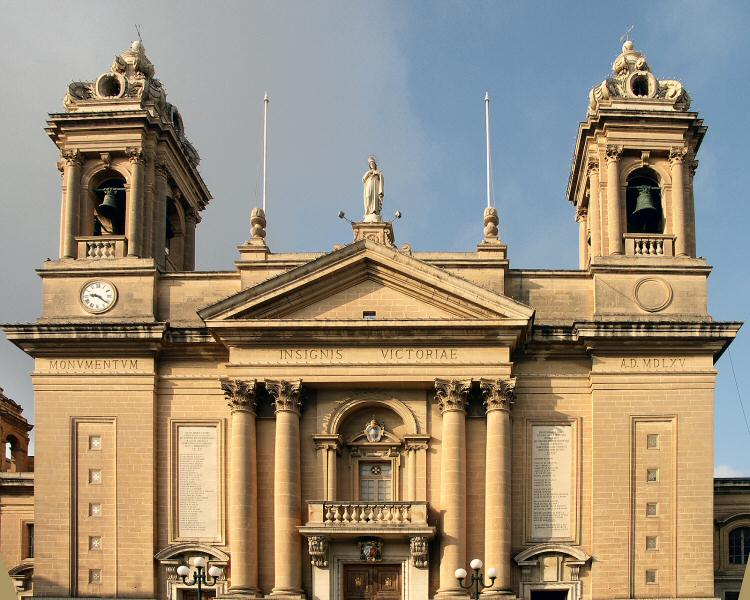
Базиліка Сенглея
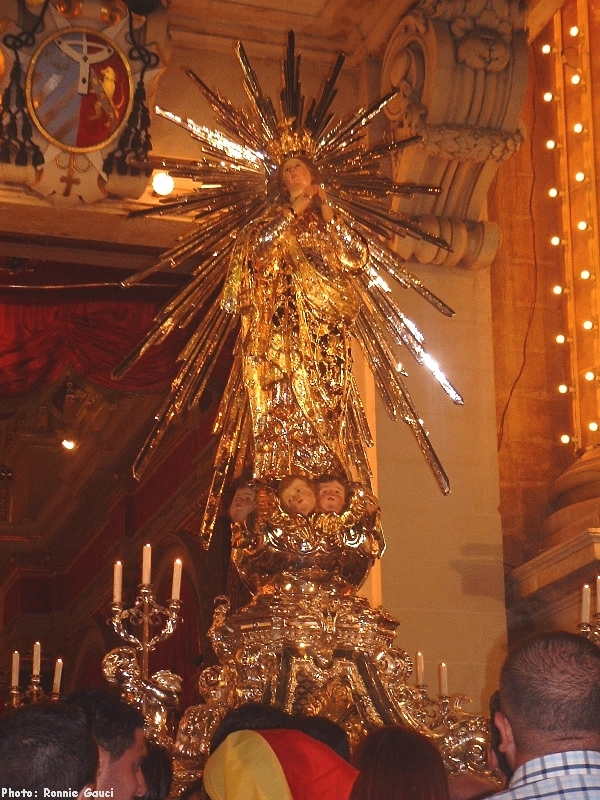
Марія Бамбіна
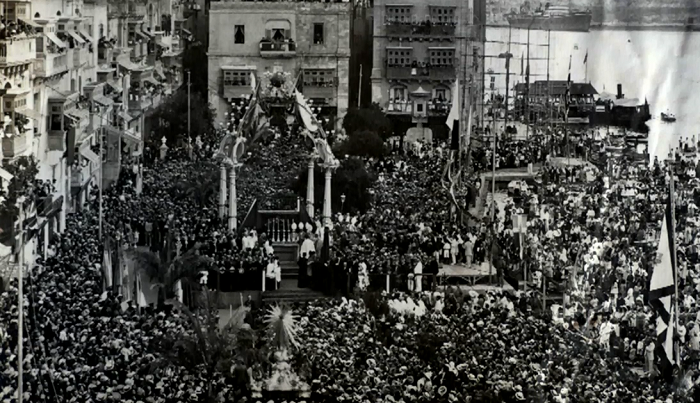
Свято парафії на Іслі в 1910-х роках, Річард Елліс

У Сенглеї також є статуя, присвячена Марії, матері Ісуса, Спочатку вона була встановлена у центрі міста під час чуми.
Наразі називається «Socjeta 'Filarmonika La Vincitrice». Міська напівпрофесійна футбольна команда « Сенглеа Атлетик» була створена в 1934 році.

## Населення
Сенглея — найменший населений пункт Мальти. Місто є найбільш густо заселеним. На початку 20 століття в Сенглеї проживало понад 8200 чоловік, що зробило його найбільш густонаселеним містом в Європі. Водночас Сенглея, як і Коспікуа, були центром еліти та інтелігенції Мальти. Друга світова війна швидко змінила його соціальну структуру, тому що багато хто з мешканців знайшов притулок у віддалених містах та селах і більше не повернулися. В останні роки реабілітація набережної Коттонера як пристані для яхт викликала великий інтерес з боку іноземних емігрантів та бізнесменів.  За підрахунками березня 2011 року, кількість її населення становила 2964. Станом на березень 2013 року її населення становило 2821 і в березні 2014 року воно зменшилось до 2884

## Транспорт
Сенглея пов'язана зі столицею Валлеттою мережею автобусних сполучень. До їх впровадження на початку 20 століття міста були з'єднані човнами. У липні 2011 року, після введення нової автобусної мережі, човни між цими двома пунктами були перезапущені у відповідь на скарги на занадто повільну подорож автобусів.

## Особистості
- Франческо Захра (1710—1773), художник, який працював у багатьох церквах на Мальті[10]
- Хуан Баутіста Азопардо (1772—1848), засновник ВМС Аргентини в 1810 р.
- Джорджо Мітрович (1795—1885), політик і діяч, який успішно проводив агітацію за покращення свобод і прав мальтійців у 1830-х роках[11]
- Луї Шиклуна (1808—1880), суднобудівник, верфі якого в Канаді побудували понад 140 кораблів між 1838 і 1880 рр.[12]
- Андреа Де Боно (1821—1871), дослідник як річки Ніл, так і річки Собат в Африці
- Ігнаціо Панзавекк'я (1855—1925), священик і політик, який відмовився від посади прем'єр-міністра Мальти в 1921 році після того, як його партія отримала більшість[3]
- Мауро Інгуанес (1887—1955), священик бенедиктинського абатства Кассіно, нині місто-побратим Сенглея, а згодом бібліотекар Королівської бібліотеки, що базується у Валлетті[13]
- Джон Ф. Маркс (1894—1954), людина з надзвичайною політичною передбачливістю та інтелектуальною ініціативою Активний член Ради лейбористської партії, який сприяє вирішенню питань, що стосуються Конституції, таких як соціальні, освітні, промислові та законодавчі.
- Джиджі Гауці (1911—2003), політик і член засновника Мальтійської лейбористської партії[14]
- Чарльз Клуз (1919—2009), актор і комік[15]
- Ентоні Перічі (1920—2010), політик, перший штатний мер Твінсбурга, штат Огайо[16]
- Чарльз Тейк (1927—2018), актор

## Міста-побратими— міста-побратими
- Cassino, Italy
- Zarasai, Lithuania

## Галерея

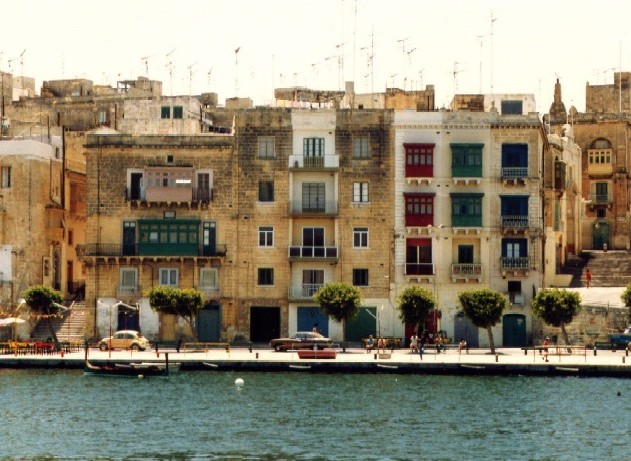
Вид на Сенглея з Великої гавані
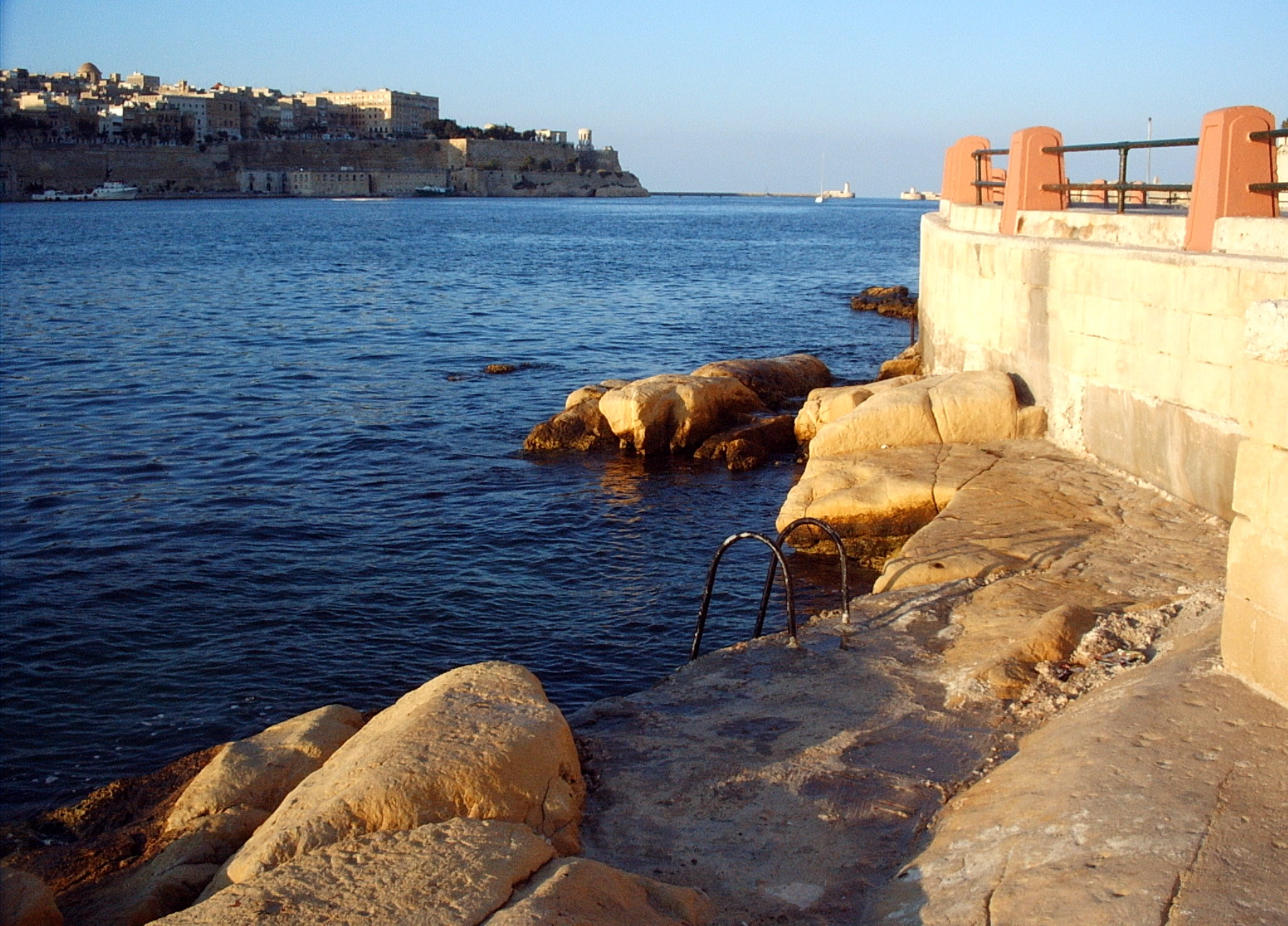
Сенглея Пойнт
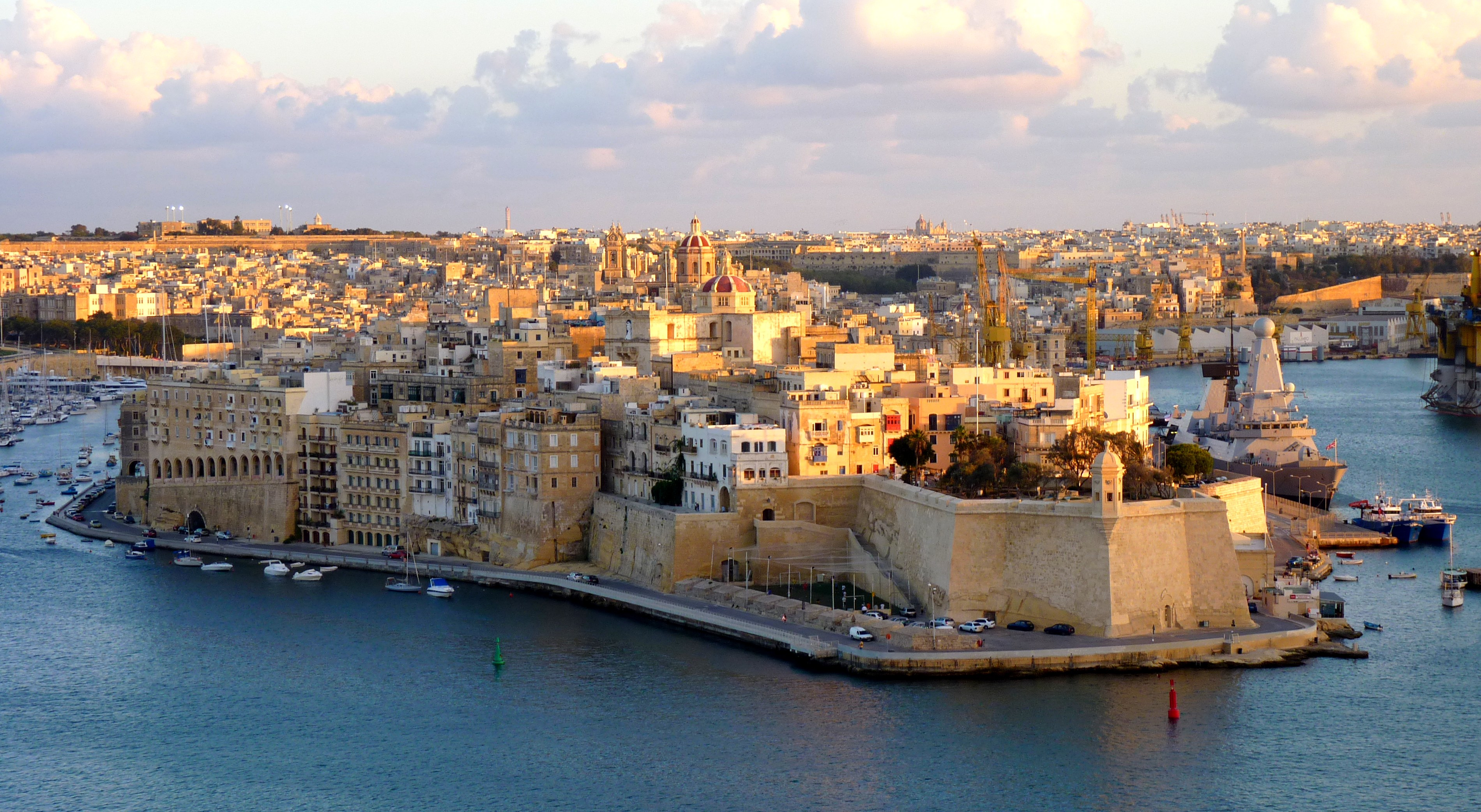
Вид на Сенглею з Верхнього саду Барракки
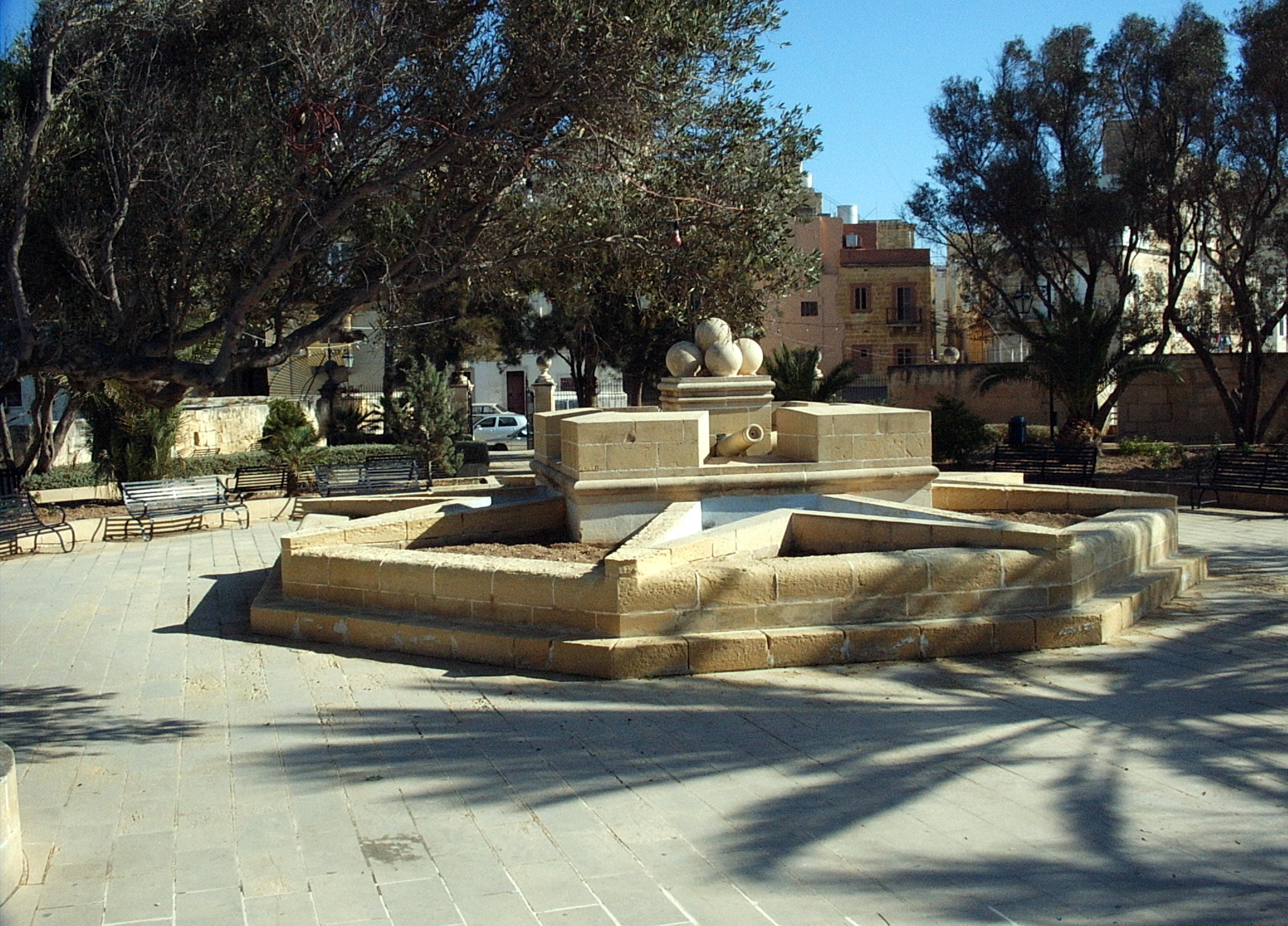
Сад Гарджола
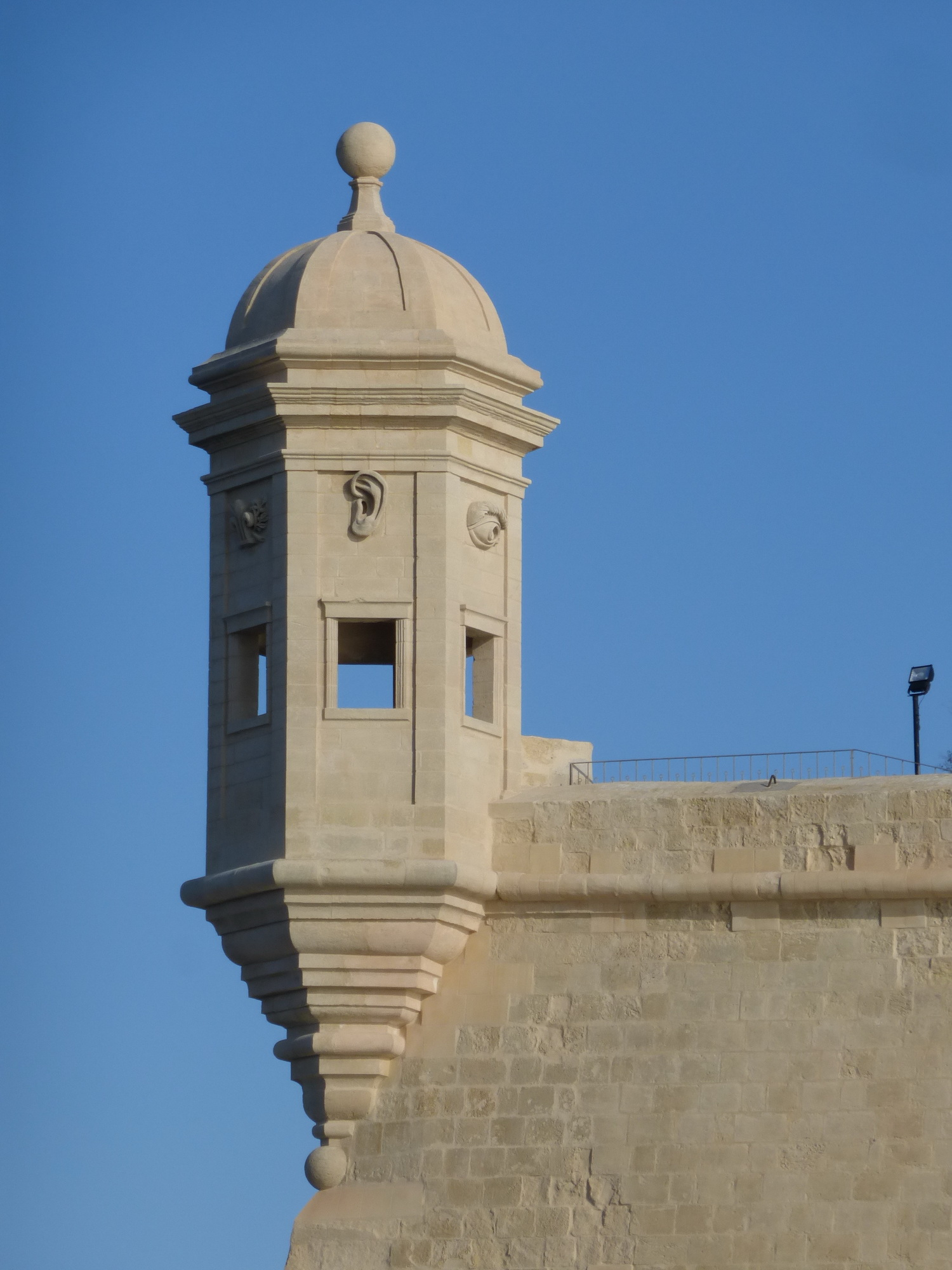
Гарджола, Сенглея
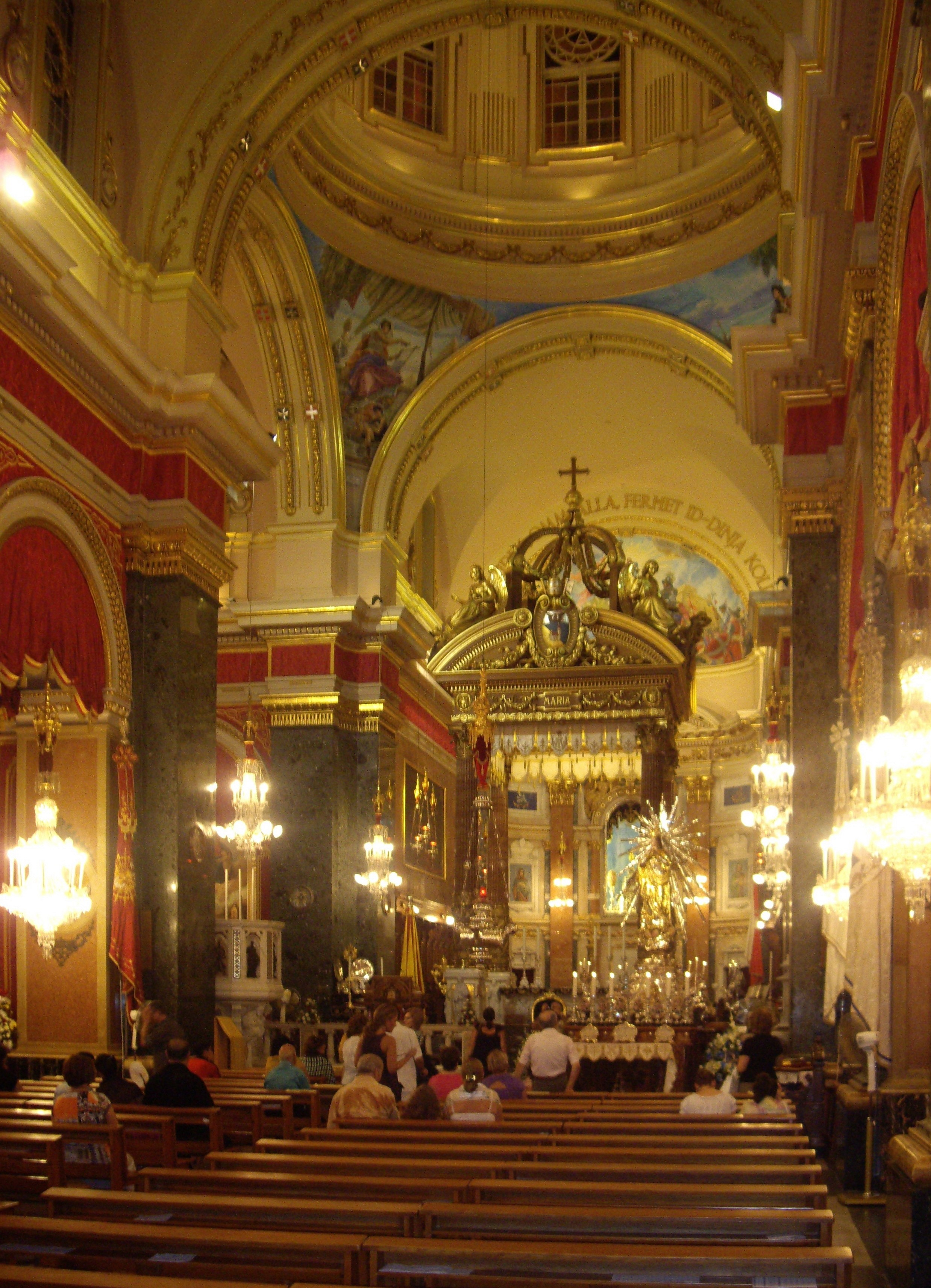
Всередині базиліки Сенглея
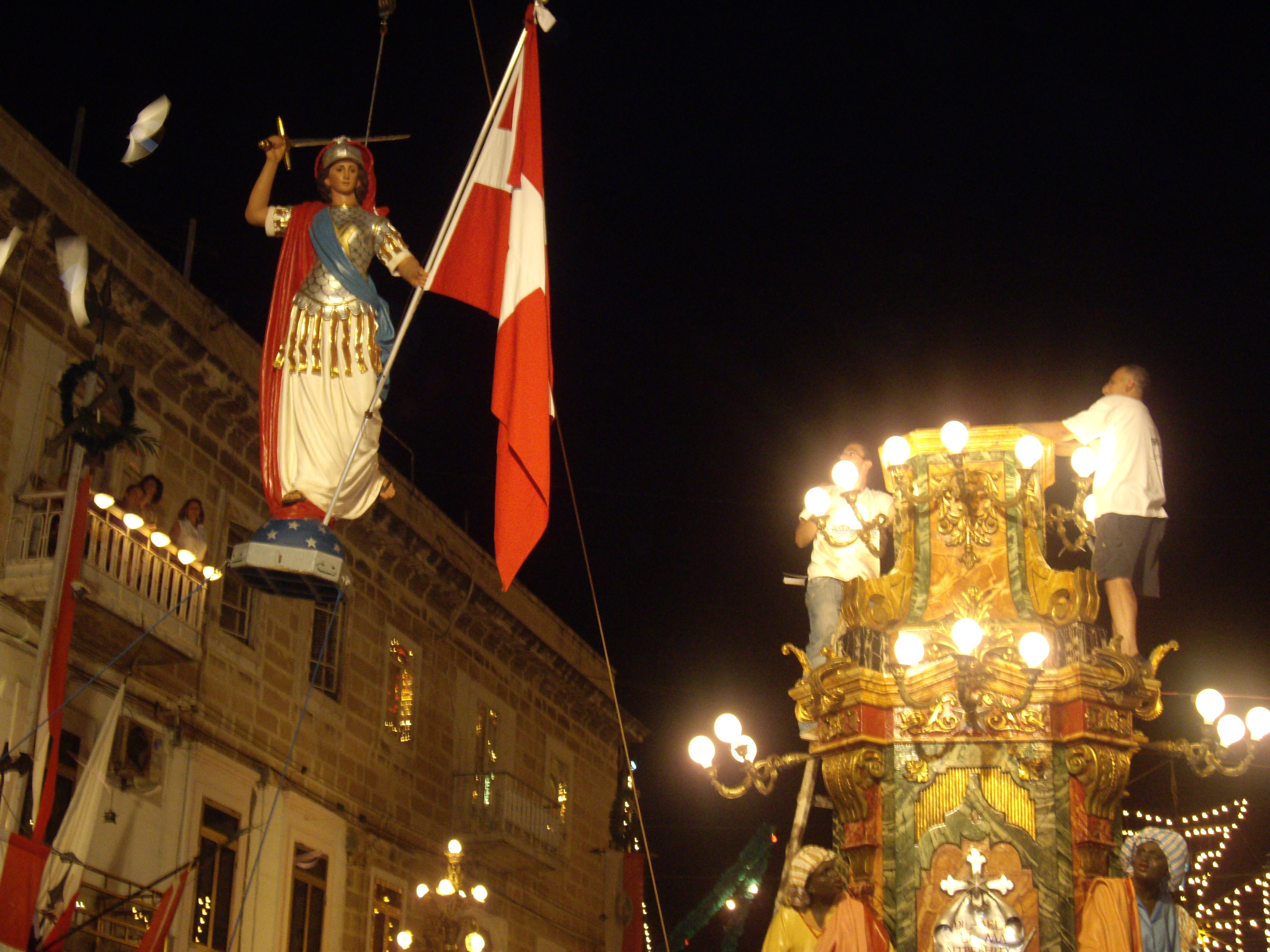
Свято Сенглеа - Іль-Мальта
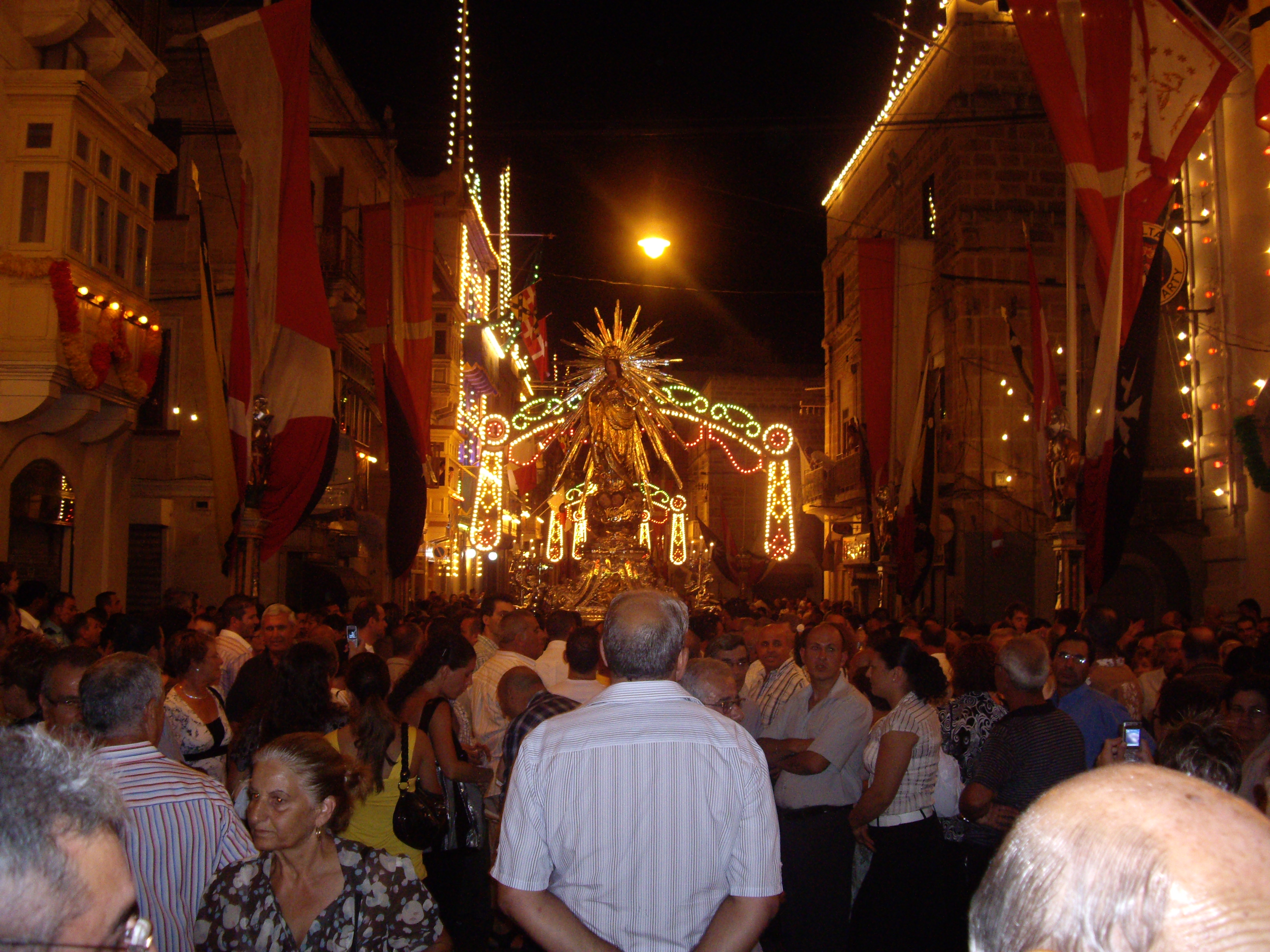
Свято Сенглея - Марія Бамбіна
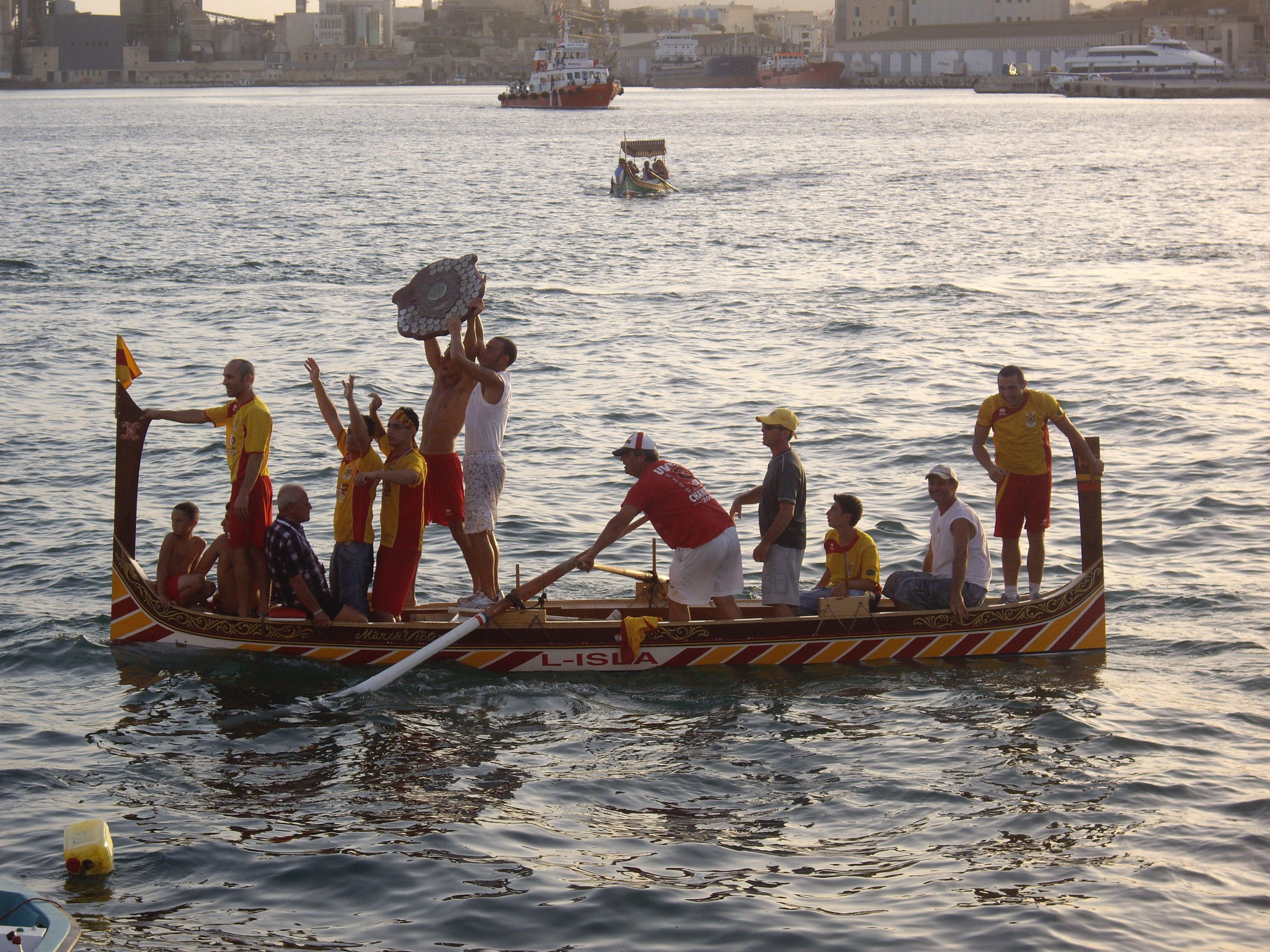
Регата, найпопулярніший вид спорту в Сенглеї
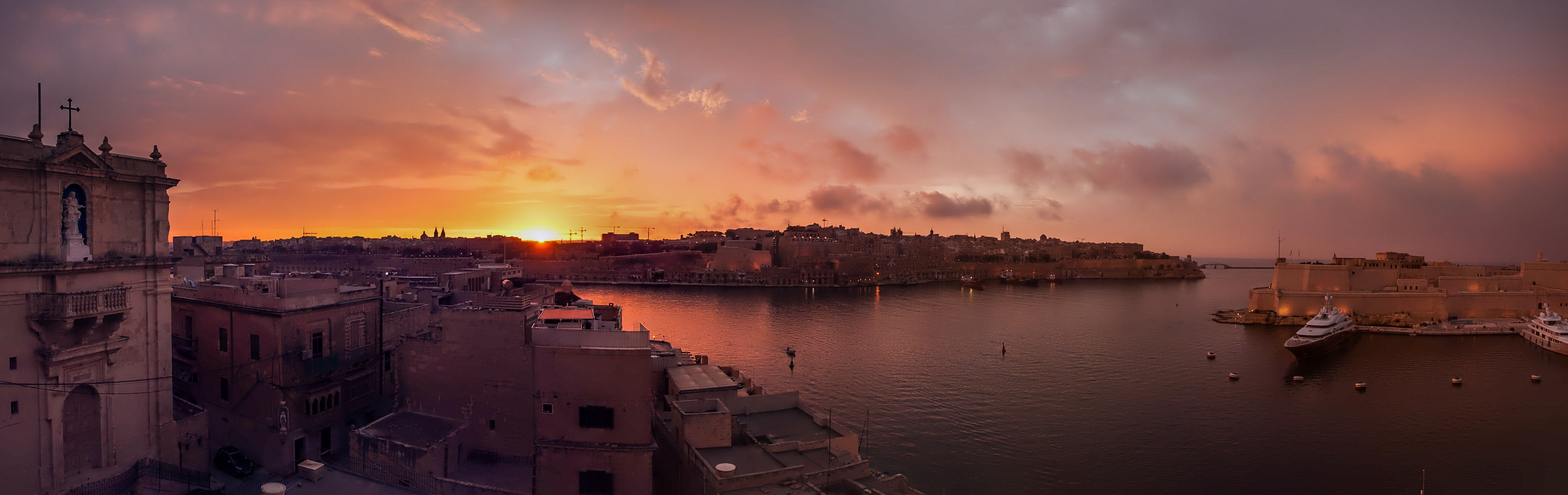
Панорамний вид на заході сонця від Сенглеа до Валлетти